# Mirage (Fleetwood Mac)
Mirage (1982) is het 13e album van de Fleetwood Mac. Het kwam na de albums Tusk (1979) en Live (1980) uit. Pas vijf jaar later zou een nieuw album volgen: Tango in the Night (1987).
Het kwam 10 juli 1982 binnen op de Nederlandse Album Top 100, stond 16 weken in de hitlijst en behaalde een 6e plaats als hoogste notering. De nummers "Hold me" en "Gypsy" werden ook als singles uitgebracht.
De cd-versie werd in 2016 opnieuw uitgebracht, met outtakes en extra's.

## Achtergrond
Nadat de wereldwijde Tusk Tour (1980) was afgelopen besloot de band een tijdje vakantie te nemen. Deze periode werd gebruik om irritaties weg te laten vloeien en het privéleven van de bandleden weer op de rails te krijgen. Nicks en Buckingham werkten aan hun eerste soloalbums; de oudere garde rustte uit van de intensieve periode. Mick Fleetwood stelde voor om het volgende album in Europa op te nemen. Gekozen werd voor de studio Château d'Hérouville in Hérouville-en-Vexin (Frankrijk), waar Fleetwood Mac van het najaar van 1981 tot aan het voorjaar van 1982 verbleef.

## Ontvangst
Toen Mirage eindelijk uitkwam werd het album nogal lauw ontvangen. De muziekpers was meedogenloos; 'inspiratieloos' en 'weinig creatief' zijn terugkerende opmerkingen bij verschillende recensies. Het haalde wel een vierde plaats in de Amerikaanse lijsten.

## Bezetting
- Mick Fleetwood: drums
- John McVie: basgitaar
- Lindsey Buckingham: zang, gitaar
- Christine McVie: zang, keyboard
- Stevie Nicks: zang

## Tracklist
| Nr. | Titel          | Schrijver(s) | Duur |
| --- | -------------- | ------------ | ---- |
| 1.  | Love in store  | C.McVie      | 3:14 |
| 2.  | Can’t go back  | L.Buckingham | 2:42 |
| 3.  | That’s alright | S.Nicks      | 3:04 |
| 4.  | Book of love   | L.Buckingham | 3:41 |
| 5.  | Gypsy          | S.Nicks      | 4:24 |
| 6.  | Only over you  | C.McVie      | 4:08 |

| Nr. | Titel              | Schrijver(s) | Duur |
| --- | ------------------ | ------------ | ---- |
| 7.  | Empire state       | L.Buckingham | 4:28 |
| 8.  | Straight back      | S.Nicks      | 3:31 |
| 9.  | Hold me            | C.McVie      | 3:44 |
| 10. | Oh Dianne          | L.Buckingham | 2:33 |
| 11. | Eyes of the world  | L.Buckingham | 3:44 |
| 12. | Wish you were here | C.McVie      | 4:45 |